# Nakagawa Jun'an
Nakagawa Jun'an est un nom japonais traditionnel ; le nom de famille (ou le nom d'école), Nakagawa, précède donc le prénom (ou le nom d'artiste).
Pour les articles homonymes, voir Nakagawa (homonymie).
 (mai 2017).
Si vous disposez d'ouvrages ou d'articles de référence ou si vous connaissez des sites web de qualité traitant du thème abordé ici, merci de compléter l'article en donnant les références utiles à sa vérifiabilité et en les liant à la section « Notes et références ».
Nakagawa Jun'an (中川 淳庵, 1739 – 2 juillet 1786) est un médecin, botaniste et érudit japonais du rangaku (études de l'Occident). C'est un collègue de Sugita Genpaku, avec qui il étudie et travaille au domaine d'Obama, province de Wakasa, centre de médecine occidentale du Japon de l'époque d'Edo. Avec Sugita et Maeno Ryōtaku　(前野 良沢), Nakagawa participe à la rédaction du Kaitai Shinsho, traduction du « Nouveau livre d'anatomie » en néerlandais. Nakagawa est très actif dans les milieux des savants rangaku, et passe pour avoir joué un rôle important dans l'avancement des études dans ce domaine.

## Biographie
On sait peu de choses au sujet de la jeunesse de Nakagawa, mais son grand-père aurait aussi été un érudit rangaku d'Obama. Nakagawa grandit dans le quartier Kōjimachi d'Edo (moderne Tokyo), et étudie la botanique auprès de Tamura Ransui (田村 藍水). Il développe un intérêt marqué pour les produits, la science et la culture néerlandais, et visite le comptoir néerlandais à Dejima, Nagasaki plusieurs fois, où il étudie également le néerlandais.
Pendant sa période comme élève de Tamura, Nakagawa est très impliqué dans la communauté rangaku. Il aide à réviser certaines de œuvres de Gennai Hiraga, dont un ouvrage de taxonomie appelé Butsurui Hinshitsu. Il participe également au développement de techniques telles que les tissus résistant au feu et les thermomètres.
Nakagawa entame une correspondance avec Carl Peter Thunberg en 1776. Cette même année, il rencontre le botaniste suédois à Edo et étudie en sa compagnie. Il explore les domaines de l'histoire naturelle et apprend à prélever et analyser des échantillons de minéraux et de plantes
Nakagawa meurt en 1786, peut-être d'un cancer de l'estomac.

## Source de la traduction
- (en) Cet article est partiellement ou en totalité issu de l’article de Wikipédia en anglais intitulé « Nakagawa Jun'an » (voir la liste des auteurs).